# Ettore Castelli
Ettore Castelli (Siziano, 31 ottobre 1881 – Milano, 3 maggio 1945) è stato un vescovo cattolico italiano.

## Biografia
Nacque il 31 ottobre 1881 a Casatico, frazione del comune di Siziano, in una famiglia di profonda vocazione religiosa che assecondò il suo desiderio di intraprendere la carriera religiosa.

### Formazione e ministero sacerdotale
Dopo gli studi al seminario arcivescovile di Saronno, il 17 giugno 1905 venne ordinato sacerdote presso il duomo di Milano per mano dell'arcivescovo, il cardinale Andrea Carlo Ferrari. Poco dopo entrò a far parte degli Oblati dei Santi Ambrogio e Carlo.
Dopo l'ordinazione rimase impiegato presso la curia milanese dove venne notato dal successore del Ferrari come arcivescovo, Achille Ratti, il quale lo nominò protonotario apostolico. Quando venne eletto pontefice col nome di Pio XI, il Ratti lo volle con sé a Roma affidandogli la carica di assistente al Soglio Pontificio a partire dal 1935.

### Ministero episcopale
Il 22 dicembre 1935 ottenne l'ordinazione a vescovo titolare di Messene per mano del cardinale Giovanni Battista Nasalli Rocca di Corneliano. In quegli anni di permanenza a Roma, si legò ancora più profondamente alla figura di mons. Luigi Maria Olivares, vescovo di Sutri e Nepi (oggi venerabile), fratello di sua cognata Carlotta, col quale condivise l'orientamento favorevole nei confronti di un insegnamento ai giovani che riprendesse il modello tracciato da don Bosco e dai salesiani. Poco dopo Pio XI lo volle rettore del Pontificio Seminario Regionale Marchigiano con sede a Fano che dal pontefice prendeva il nome; rimase nell'incarico fino al 17 dicembre 1935.
Alla morte di Pio XI nel 1939 rimase per qualche tempo a Roma, ma dall'8 maggio 1943, grazie all'amicizia con l'arcivescovo di Milano, cardinale Alfredo Ildefonso Schuster, venne richiamato nell'arcidiocesi milanese con l'incarico di vescovo ausiliare. Schuster, che aveva incontrato il Castelli per la prima volta a Roma quando ancora era abate della basilica di San Paolo fuori le Mura, apprezzava in particolare le sue doti di predicatore. Gli venne assegnato il titolo di vescovo titolare di Famagosta. Divenne membro del consiglio direttivo dell'Università Cattolica del Sacro Cuore di Milano come delegato rappresentante della Santa Sede. Negli anni tra il 1943 ed il 1945, operò con suor Luigia Gazzola a favore della comunità israelitica milanese.
In quegli stessi anni, indirizzò suo nipote Alberto (futuro vescovo) alla vocazione religiosa.
Morì a Milano il 3 maggio 1945.

## Genealogia episcopale
La genealogia episcopale è:
- Cardinale Scipione Rebiba
- Cardinale Giulio Antonio Santori
- Cardinale Girolamo Bernerio, O.P.
- Arcivescovo Galeazzo Sanvitale
- Cardinale Ludovico Ludovisi
- Cardinale Luigi Caetani
- Cardinale Ulderico Carpegna
- Cardinale Paluzzo Paluzzi Altieri degli Albertoni
- Papa Benedetto XIII
- Papa Benedetto XIV
- Cardinale Enrico Enriquez
- Arcivescovo Manuel Quintano Bonifaz
- Cardinale Buenaventura Córdoba Espinosa de la Cerda
- Cardinale Giuseppe Maria Doria Pamphilj
- Papa Pio VIII
- Papa Pio IX
- Cardinale Alessandro Franchi
- Cardinale Giovanni Simeoni
- Cardinale Vincenzo Vannutelli
- Cardinale Giovanni Battista Nasalli Rocca di Corneliano
- Vescovo Ettore Castelli